# Richie Ashburn
Don Richard „Richie“ Ashburn (* 19. März 1927 in Tilden, Nebraska; † 9. September 1997 in New York City, New York) war ein US-amerikanischer Baseballspieler in der Major League Baseball (MLB). Seine Spitznamen waren Whitey oder Put Put.

## Biografie
Richie Ashburn begann seine Karriere als Outfielder bei den Philadelphia Phillies am 20. April 1948 in der National League. Zwölf seiner fünfzehn Spielzeiten verbrachte er bei den Phillies. Bereits in seinem ersten Jahr wurde er zum All Star gewählt, der vier weitere Teilnahmen folgen sollten. Zweimal gewann er in seiner Karriere den Titel des besten Schlagmanns. 86 % seiner Basehits waren Singles, deswegen wurde er meist als erster Spieler im Schlagturnus eingesetzt, da er sehr oft die Bases erreichte. 1950 gewann er mit den Phillies den Titel in der National League, in der World Series unterlagen sie den New York Yankees. Nach seiner Zeit in Philadelphia spielte er noch für die Chicago Cubs und für die New York Mets in deren ersten Saison.
Nach seiner Zeit als Spieler begann er 1963 als Radio- und Fernsehkommentator für die Phillies. 1995 wurde er vom Veterans Committee in die Baseball Hall of Fame gewählt. Nach einer Übertragung eines Spiels der Phillies gegen die Mets starb er am 9. September 1997 im Alter von 70 Jahren an einem Herzinfarkt während des Schlafes.